# Robert Molle
Robert Molle, född den 23 september 1962 i Saskatoon, Saskatchewan, är en kanadensisk brottare som tog OS-silver i supertungviktsbrottning i fristilsklassen 1984 i Los Angeles. 